# Castillo de Alcantarilla

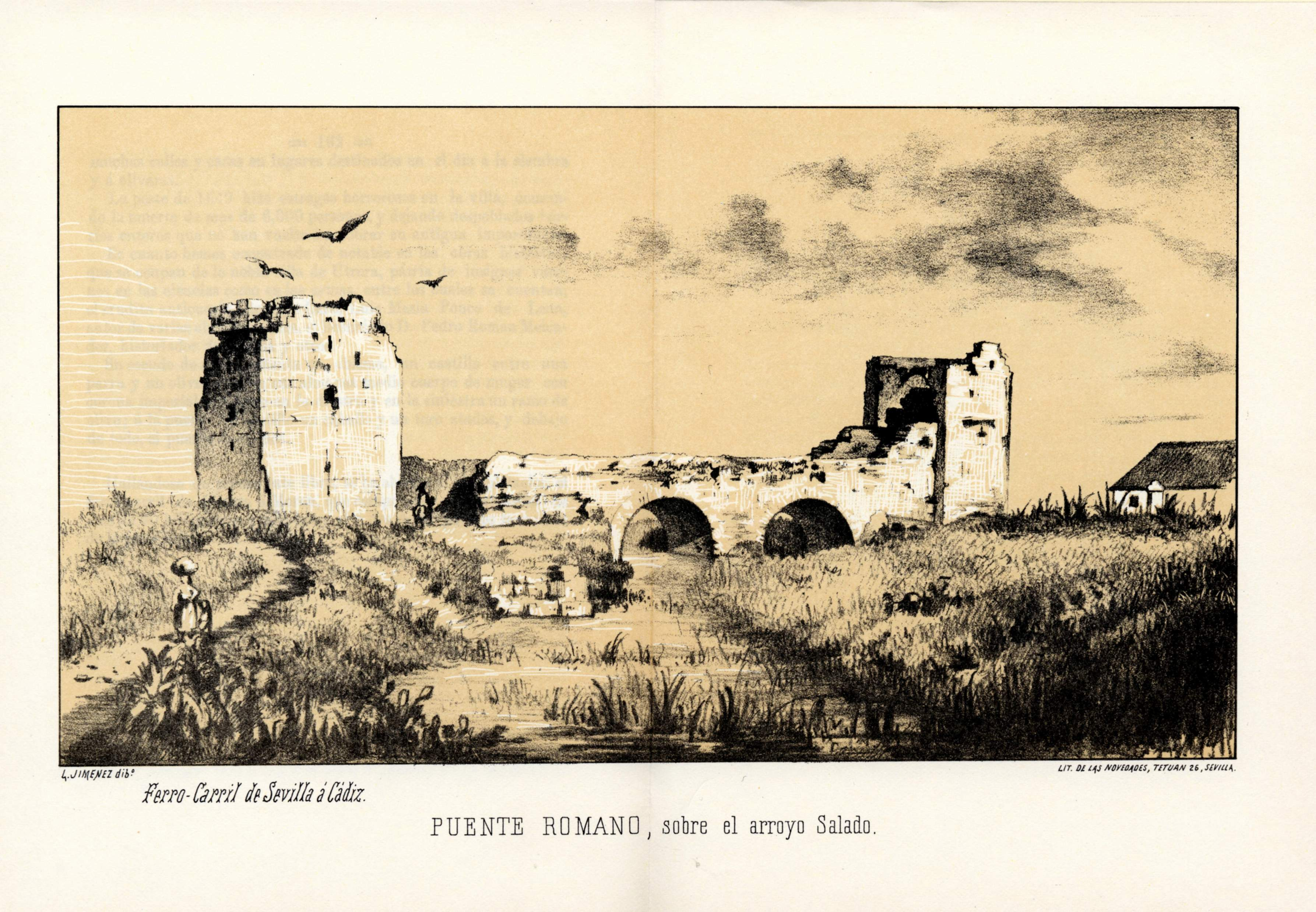
Litografía contenida en la Guía del viajero por el ferro-carril de Sevilla a Cádiz, publicada en 1864 por Eduardo Antón Rodríguez. La fortaleza, aunque ya en ruinas, aún conservaba las dos torres a mediados del.

El Castillo de Alcantarilla es una fortaleza de Utrera (Andalucía, España). Consistía en dos torres que guardaban un puente romano sobre el río Salado de Morón. En la actualidad solo se conserva la torre del lado sur.
También se le conoce como Castillo de Diego Corrientes.

## Historia
El puente romano ha sido fechado en la época de César Augusto en base a una inscripción epigráfica insertada entre sus dos arcos, en la que se lee "AUGUSTUS PONTEM AU OC". El puente está en el trazado de la Vía Augusta, en su tramo que discurría entre los antiguos asentamientos de Orippo (actualmente un lugar despoblado cercano al Guadalquivir y al Guadaíra, en el término municipal de Dos Hermanas) y Ugia (que posiblemente se corresponda con la pedanía utrerana de Torre Alocaz).
En la zona debió de existir un pequeño asentamiento, que subsistió hasta principios del siglo XV.
Se ha deducido que fue construido a principios del siglo XIV para defender la Banda Morisca. En 1313 el Concejo de Sevilla entregó cierta cantidad de maravedís al caballero Rui Pérez de Esquivel para la reparación del castillo de Alcantarilla, que se encontraba ruinoso. En 1351 el Concejo de Sevilla mandó que se reedificase de nuevo.
En uno de los sillares exteriores del lado oeste de la torre sur hay un esgrafiado que representa una fortaleza. Algunos opinan que se trata del castillo de San Marcos de El Puerto de Santa María pero otros creen que se trata de un boceto del alarife que dirigía las obras.
Según Diego Ortiz de Zúñiga, este castillo, junto con otros de la provincia, fue "desmantelado" por orden de los Reyes Católicos en 1478, que buscaban quitar a los nobles altivos ese tipo de refugios. Desde entonces, permaneció abandonado.
Según una leyenda, entre 1778 y 1781 este lugar sirvió de refugio al bandolero Diego Corrientes.
En el siglo XX se derribó la torre norte para permitir el paso de vehículos de mayor tamaño por el puente.

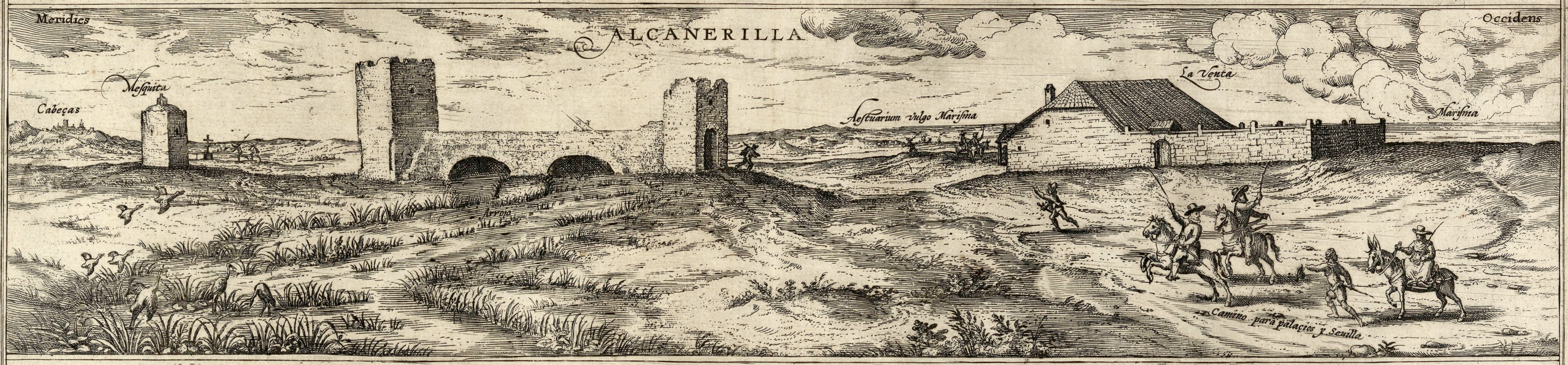
Representación del Castillo de Alcantarilla a inicios del en el Libro Quinto de Civitates Orbis Terrarum (1617).